# NGC 2189
NGC 2189 је ознака објекта на координатама са ректансцензијом 6h 12m 17,0s и деклинацијом + 1° 3" 42'. Открио га је Труман Хенри Сафорд, 19. марта 1863. Каснијим посматрањима на том положају није уочен никакав астрономски објекат.